# Afropesa schoutedeni
Espèce
Synonymes
- Entypesa schoutedeni Benoit, 1965

Afropesa schoutedeni est une espèce d'araignées mygalomorphes de la famille des Entypesidae.

## Distribution
Cette espèce est endémique du Limpopo en Afrique du Sud,. Elle se rencontre dans les Soutpansberg.

## Description
Le mâle holotype mesure 10,1 mm et la femelle paratype 11,8 mm.

## Systématique et taxinomie
Cette espèce a été décrite sous le protonyme Entypesa schoutedeni par Benoit en 1965. Elle est placée dans le genre Afropesa par Zonstein et Ríos-Tamayo en 2021.

## Étymologie
Cette espèce est nommée en l'honneur d'Henri Schouteden.

## Publication originale
- Benoit, 1965 : « Études sur les Dipluridae africains. Le genre Entypesa Simon (Araneae - Orthognatha). » Revue de Zoologie et de Botanique Africaines, vol. 71, no 3/4, p. 258-263.